# Шишано
Шишано (итал. Scisciano) — коммуна в Италии, располагается в регионе Кампания, в провинции Неаполь.
Население составляет 5166 человек (на 2004 г.), плотность населения составляет 976 чел./км². Занимает площадь 5 км². Почтовый индекс — 80030. Телефонный код — 081.
Покровителем коммуны почитается святой Герман. Праздник ежегодно празднуется 30 октября.